# Black Point Airport
Black Point Airport är en flygplats i Bahamas. Den ligger i den sydöstra delen av landet, 140 kilometer sydost om huvudstaden Nassau. Black Point Airport ligger 6 meter över havet. Den ligger på ön Guana Cay.
Terrängen runt Black Point Airport är mycket platt. Trakten är glest befolkad. 